# Direitos transgênero no Reino Unido

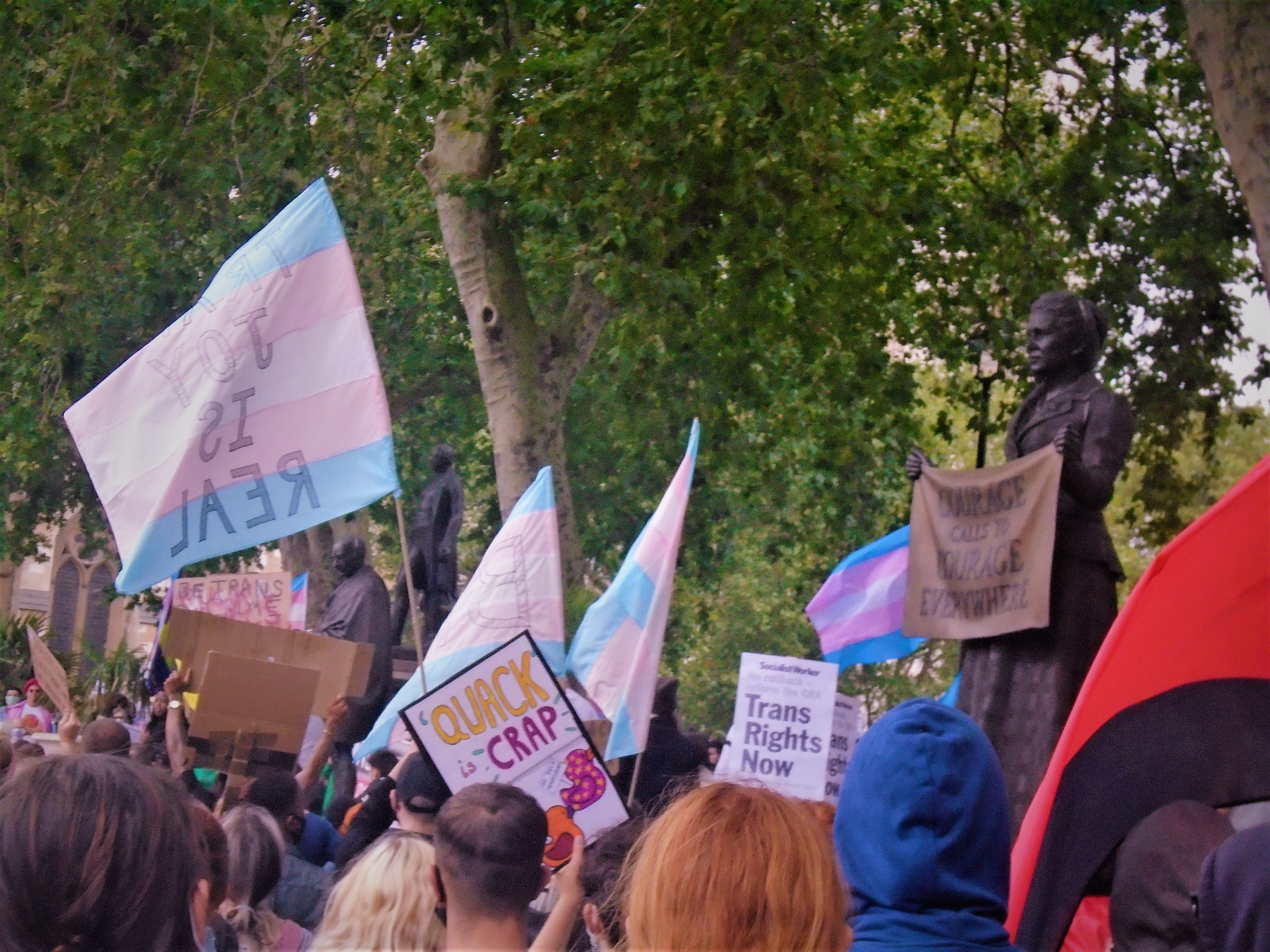
Protesto a favor dos direitos dos transexuais na Praça do Parlamento, 2020.

Os direitos das pessoas transgênero no Reino Unido têm variado significativamente ao longo do tempo. Desde pelo menos 1970, pessoas trans podem alterar seus passaportes e carteiras de motorista para refletir o gênero binário de sua preferência. Antes da decisão do caso Corbett v Corbett, era possível corrigir informalmente a certidão de nascimento para indicar a identidade de gênero. Contudo, essa decisão impediu alterações no marcador de sexo nas certidões, exceto por erros administrativos. Em 2002, a sentença do caso Goodwin v United Kingdom, proferida pelo Tribunal Europeu dos Direitos Humanos, levou o Parlamento a aprovar a Lei de Reconhecimento de Gênero de 2004 [en], permitindo que indivíduos solicitem a mudança de seu gênero legal. O processo exige apresentação de evidências médicas e uma declaração juramentada a um tribunal chamado Painel de Reconhecimento de Gênero, composto por membros médicos e jurídicos nomeados pelo Lord Chancellor.
Medidas antidiscriminação que protegem pessoas transgênero existem no Reino Unido desde 1999, sendo fortalecidas na década de 2000 com a inclusão de proteção contra assédio. Em 2010, a reassignação de gênero passou a ser uma característica protegida pela Lei da Igualdade de 2010 [en]. Com a introdução do casamento entre pessoas do mesmo sexo em 2013, tornou-se possível que um cônjuge mudasse legalmente de gênero sem a necessidade de divórcio, exceto na Irlanda do Norte, onde essa possibilidade só foi implementada em 13 de janeiro de 2020, quase uma década depois.
Desde o final da década de 2010, o tratamento de pessoas trans no Reino Unido tem gerado crescente controvérsia, especialmente na mídia britânica [en]. O Conselho da Europa criticou o que descreveu como um nível "infundado e preocupante" de transfobia ganhando força na sociedade britânica. Pesquisas da YouGov indicaram uma "erosão geral no apoio aos direitos das pessoas trans" entre o público no início da década de 2020. Já a Ipsos constatou que, embora a maioria dos britânicos apoie proteções contra discriminação para pessoas trans, o apoio ao cuidado de saúde afirmativo de gênero no Reino Unido está entre os mais baixos dos trinta países pesquisados.
Em julho de 2024, o Primeiro-Ministro do Reino Unido e líder do Partido Trabalhista, Keir Starmer, respondeu a uma pergunta da escritora J. K. Rowling sobre se mulheres trans com certificado de reconhecimento de gênero têm direito a usar espaços exclusivos para mulheres. Starmer afirmou: "Não. Elas não têm esse direito. Não deveriam ter". Starmer descartou a possibilidade de permitir a autoidentificação de gênero para pessoas trans. Ele também declarou que manterá o bloqueio ao Projeto de Reforma do Reconhecimento de Gênero [en].

## Classificação médica
Em dezembro de 2002, o escritório do Lord Chancellor publicou o documento Política Governamental sobre Pessoas Transexuais, afirmando categoricamente que a transexualidade "não é uma doença mental", mas sim uma "condição médica amplamente reconhecida", caracterizada por um "sentido avassalador de uma identidade de gênero diferente".

## Tratamento médico para adultos
Em 1999, o Tribunal Superior do Reino Unido decidiu a favor de três mulheres trans no caso North West Lancashire Health Authority v A, D e G. As mulheres processaram a Autoridade de Saúde de North West Lancashire após terem cirurgia de reassignação de gênero negada entre 1996 e 1997. A decisão marcou a primeira vez que operações cirúrgicas para pessoas trans foram julgadas em um tribunal aberto no Reino Unido e foi descrita por Stephen Lodge, advogado das três mulheres, como um "marco na luta contínua pelo reconhecimento legal" dos direitos das pessoas trans na Grã-Bretanha. A sentença determinou que é ilegal qualquer autoridade de saúde na Inglaterra e País de Gales impor uma proibição geral a cirurgias de afirmação de gênero para pessoas transgênero.
Em abril de 2024, em resposta ao Relatório Cass [en], o NHS Inglaterra anunciou que iniciaria uma revisão de todas as suas clínicas de gênero para adultos.
O Relatório Cass não abordou o atendimento a adultos. Em maio de 2024, a Dra. Hilary Cass escreveu ao NHS Inglaterra, repassando preocupações sobre o atendimento adulto recebidas de clínicos durante o processo de revisão. Profissionais de serviços de gênero para adultos em todo o país expressaram preocupação com a prática clínica e o modelo de atendimento. Alguns clínicos de outros contextos, especialmente na atenção primária, levantaram questões sobre o tratamento de pacientes sob seus cuidados.
Em 7 de agosto de 2024, o NHS Inglaterra incluiu uma resposta à carta sobre atendimento adulto em um relatório de status sobre os serviços para menores de 18 anos.
Em 8 de agosto de 2024, foi anunciado que a revisão dos serviços para adultos seria liderada pelo Dr. David Levy, diretor médico do conselho integrado de Lancashire e South Cumbria, para avaliar "a qualidade (ou seja, eficácia, segurança e experiência do paciente) e a estabilidade de cada serviço, bem como se o modelo atual ainda é adequado para os pacientes atendidos". Levy trabalharia com um grupo de "clínicos especializados, pacientes e outras partes interessadas, incluindo representantes da CQC, Royal Colleges e outros órgãos profissionais", considerando experiências, feedbacks e resultados de clínicos e pacientes, passados e presentes. As primeiras visitas presenciais estavam programadas para setembro de 2024. Os resultados seriam usados para atualizar a especificação dos serviços de gênero para adultos, seguida por consulta pública. Diferentemente do Relatório Cass, a revisão dos serviços para adultos deveria ser concluída em meses, não anos.
Em novembro de 2024, 16 homens trans ameaçaram processar o NHS Inglaterra após a interrupção inesperada de seus processos cirúrgicos em 2020 por seus provedores. Um novo provedor só foi designado em 2021, resultando em atrasos de até quatro anos e deixando-os sem tratamento. Eles alegaram que a espera prolongada entre etapas da metoidioplastia teve um "vasto impacto negativo" em sua saúde mental e os obrigou a viver com resultados cirúrgicos incompletos nesse período.
Em dezembro de 2024, foi relatado que vários médicos de família começaram a recusar ou suspender tratamentos hormonais para pacientes trans adultos, por motivos como falta de recursos, medo genuíno sobre a continuidade dos tratamentos após o Relatório Cass e a resposta do Royal College of General Practitioners ao relatório – embora o Relatório Cass se aplicasse apenas a serviços para jovens.

## Tratamento médico para jovens
Em dezembro de 2020, o Tribunal Superior do Reino Unido determinou que crianças menores de 16 anos na Inglaterra e no País de Gales não poderiam consentir com o uso de bloqueadores de puberdade. Como resultado, o NHS Inglaterra [en] declarou que qualquer prescrição de bloqueadores de puberdade para menores exigiria uma ordem judicial prévia ao tratamento. Em 29 de janeiro de 2021, essa decisão foi suspensa, e em setembro de 2021, foi anulada no caso Bell v Tavistock [en]. O Tribunal de Apelação de Inglaterra e País de Gales [en] decidiu que "cabe aos clínicos, e não ao tribunal, determinar a competência" para consentir com o uso de bloqueadores de puberdade. O tribunal também concluiu que o Tribunal Superior não deveria ter emitido orientações sobre o teste de competência Gillick [en] e bloqueadores de puberdade, pois o caso deveria ter sido arquivado ao se considerar legais as diretrizes do Tavistock.
Apesar da vitória na apelação posterior, a decisão de 2020 interrompeu os cuidados de saúde afirmativos de gênero para crianças no Reino Unido, com relatos de pacientes do GIDS tendo seus tratamentos suspensos abruptamente. Até 2021, nenhum menor estava sendo encaminhado para bloqueadores de puberdade ou tratamento hormonal pelo NHS. Até então, não estava claro como uma ordem judicial poderia ser obtida para que menores acessassem bloqueadores de puberdade, e nenhuma ordem havia sido emitida. As listas de espera para tratamento hormonal para adultos no NHS excediam amplamente a meta de 18 semanas para a primeira consulta. Contudo, em um caso separado (AB v CD and others), o Tribunal Superior decidiu em março de 2021 que os pais podem consentir em nome de seus filhos para o uso de bloqueadores de puberdade sem necessidade de aprovação judicial.
Em abril de 2022, o Secretário de Estado para Saúde e Assistência Social [en], Sajid Javid [en], anunciou uma investigação sobre tratamentos de gênero para crianças, após preocupações levantadas no relatório preliminar do Relatório Cass.
Em junho de 2022, o The Times relatou que Javid anunciou uma proposta de alteração na lei de privacidade médica do Reino Unido, permitindo ao governo acessar e analisar os registros médicos de todos os menores tratados por disforia de gênero na última década, estimados em 9.000 pessoas. O jornal informou que Javid comparou as sensibilidades políticas sobre disforia de gênero ao receio de autoridades serem acusadas de racismo ao investigar abusos por homens de origem paquistanesa em Rotherham [en].
No final de maio de 2022, o Tavistock GIDS, única clínica de identidade de gênero juvenil do NHS, relatou uma lista de espera com mais de 5.035 pessoas. Os jovens atendidos pela primeira vez naquele mês esperaram, em média, 1.066 dias – quase três anos – pela consulta inicial. Em julho de 2022, foi anunciado que o NHS fecharia o Tavistock GIDS, com a intenção de adotar um sistema mais regional de acesso aos cuidados.
Em 12 de março de 2024, o NHS Inglaterra anunciou que não prescreveria mais bloqueadores de puberdade a menores fora de ensaios clínicos de pesquisa. Crianças que já estavam recebendo bloqueadores pelo NHS Inglaterra poderiam continuar o tratamento. O NHS Inglaterra planejava iniciar um estudo sobre o uso de bloqueadores até dezembro de 2024, com critérios de elegibilidade ainda a definir. Crianças na Inglaterra ainda podiam obter bloqueadores por meio de algumas clínicas privadas não associadas ao NHS. Em 10 de abril de 2024, foi publicado o Relatório Final do Relatório Cass.
Em 11 de abril de 2024, a Comissão de Qualidade de Cuidados anunciou que verificará se os provedores de saúde licenciados registrados na CQC, que atendem pessoas questionando sua identidade de gênero, estão aplicando as novas diretrizes recomendadas pelo Relatório Cass. A comissão tomará medidas contra clínicas privadas que prescreverem bloqueadores de puberdade a menores de 18 anos em desacordo com a política do NHS Inglaterra. Embora a CQC espere que os provedores registrados considerem as recomendações do Cass, eles não são obrigados a segui-las, pois não estão vinculados às diretrizes do NHS. Atualmente, nenhuma clínica privada registrada na CQC prescreve bloqueadores de puberdade.
Em 21 de março de 2024, o NHS Inglaterra anunciou que prescreverá terapia de reposição hormonal a jovens a partir de 16 anos. Isso diverge da política do GIDS, que exigia que jovens só acessassem hormônios aos 16 anos após um ano de uso de bloqueadores de puberdade.
Em 18 de abril de 2024, o NHS da Escócia anunciou uma pausa temporária na prescrição de bloqueadores de puberdade para crianças encaminhadas por sua clínica de gênero especializada. A clínica Sandyford, em Glasgow, também informou que novos pacientes de 16 ou 17 anos não receberão outros tratamentos hormonais até completarem 18 anos. Crianças já em tratamento com bloqueadores ou hormônios poderão continuá-lo. A pausa visa dar tempo ao governo escocês para revisar as evidências, com uma declaração oficial prevista para as próximas semanas. A decisão foi criticada por organizações como Scottish Trans, Equality Network e Rainbow Greens.

### Proibição de bloqueadores de puberdade
Em maio de 2024, a então Secretária de Saúde, Victoria Atkins [en], implementou uma proibição emergencial de três meses às prescrições privadas de bloqueadores de puberdade, em vigor desde 3 de junho de 2024 e programada para expirar em 3 de setembro de 2024. A medida restringiu seu uso a pacientes já em tratamento ou em ensaios clínicos.
Em julho de 2024, a proibição foi contestada judicialmente no Tribunal Superior pelo grupo TransActual e o Good Law Project, que alegaram sua ilegalidade. Em 29 de julho de 2024, o Tribunal Superior de Justiça rejeitou a contestação. A juíza Lang argumentou que, embora o Relatório Cass não concluísse que os bloqueadores representassem um sério perigo à saúde, ele identificou "riscos substanciais e benefícios muito limitados", recomendando seu uso apenas em ensaios clínicos, o que constituiu "evidência científica robusta" para justificar a restrição.
O Secretário de Saúde, Wes Streeting [en], celebrou a decisão "baseada em evidências" e afirmou que esforços estavam em curso para criar um ensaio clínico sobre bloqueadores de puberdade. Após a decisão, a TransActual anunciou que não recorreria devido a recursos limitados e à baixa probabilidade de um recurso ser julgado antes do fim da proibição. Em julho de 2024, o Partido Trabalhista, que assumiu o Governo do Reino Unido naquele mês, iniciou medidas para proibir permanentemente os bloqueadores de puberdade.
Em 22 de agosto de 2024, o governo estendeu a proibição emergencial por mais três meses, com vencimento em 26 de novembro de 2024, e ampliou-a para a Irlanda do Norte, após acordo com o Executivo local, entrando em vigor em 27 de agosto de 2024. Em 6 de novembro de 2024, a proibição foi novamente estendida, com vencimento em 31 de dezembro de 2024. Em 11 de dezembro de 2024, a proibição foi renovada indefinidamente fora de ensaios clínicos, com revisão prevista para 2027. A medida afeta provedores do NHS e privados, mas permite que pacientes existentes continuem o tratamento.

### Reformas propostas em 2022

#### Documento do NHS Inglaterra publicado: 20 de outubro
Em 20 de outubro de 2022, o NHS Inglaterra publicou o documento "Consulta pública: Especificação interina de serviços para disforia de gênero especializada para crianças e jovens". O documento introduziu restrições significativas à transição social de crianças pré-púberes (isto é, mudança de pronomes e vestimenta), classificando-a como uma intervenção ativa com potenciais riscos. A transição social só seria autorizada em casos de "angústia clinicamente significativa ou prejuízo significativo no funcionamento social", reconhecendo que "a transição social em crianças pré-púberes é uma questão controversa, com opiniões divergentes entre profissionais de saúde". A justificativa apresentada pelo NHS foi a crença de que os provedores de saúde devem considerar que "essa pode ser uma fase transitória, especialmente para crianças pré-púberes", e que existem "diversos caminhos para apoiar essas crianças e jovens, bem como uma variedade de resultados". A menção a uma "fase transitória" foi criticada por alguns, que compararam a política proposta à terapia de conversão.
Na Avaliação de Impacto sobre Igualdade e Desigualdades em Saúde - 2022 do NHS, as mudanças propostas abordaram preocupações sobre discriminação com base na característica protegida legalmente de "reassignação de gênero". O documento afirmou que nem todos os pacientes afetados pela proposta teriam acesso a esses cuidados pelo NHS, argumentando que "aplicar tal definição a esses indivíduos implica assumir as intenções e desejos dos encaminhados, a certeza desses desejos e sua manifestação externa, bem como o tratamento apropriado que pode ser oferecido e aceito no futuro".

#### Críticas da WPATH
Em novembro de 2022, a Associação Profissional Mundial para a Saúde Transgênero (WPATH) publicou uma declaração descrevendo a metodologia de tratamento sugerida nas reformas propostas como "equivalente à terapia de 'conversão' ou 'reparação'". A entidade criticou a recomendação de psicoterapia, que "parece considerar a incongruência de gênero principalmente como um transtorno de saúde mental ou estado de confusão, restringindo tratamentos afirmativos de gênero com base nisso". A declaração também afirmou que a proposta "faz suposições sobre crianças e adolescentes transgênero que são ultrapassadas e falsas", "cita seletivamente e ignora evidências mais recentes sobre a persistência da incongruência de gênero em crianças" e descreveu a exigência de aprovação médica para mudar vestimentas ou pronomes como "um grau inadmissível de intrusão médica e estatal". Além disso, o documento foi acusado de fazer "afirmações sem fundamento sobre a influência de fatores familiares, sociais e de saúde mental na formação da identidade de gênero".

## Esportes
Em setembro de 2021, o Grupo de Igualdade do Conselho Esportivo do Reino Unido emitiu novas diretrizes afirmando que, em sua visão, a inclusão de pessoas trans e a "equidade competitiva" não podem coexistir nos esportes. A orientação foi baseada em 300 entrevistas sobre opiniões pessoais, realizadas em 54 esportes e 175 organizações, das quais apenas 20 entrevistados eram pessoas trans.
Em junho de 2022, a então Secretária de Estado para Digital, Cultura, Mídia e Esporte, Nadine Dorries, reuniu-se com líderes de entidades esportivas do Reino Unido e afirmou que "esportes femininos de elite e competitivos devem ser reservados para pessoas nascidas do sexo feminino".
Em julho de 2022, o British Triathlon emitiu uma política geral proibindo atletas que não fossem do "sexo feminino ao nascer" com mais de 12 anos de competir em eventos femininos, exigindo que participassem de uma nova categoria "aberta". Isso reverteu uma política de 2018 que permitia a inclusão trans mediante certos pré-requisitos hormonais.
O diretor executivo do British Triathlon, Andy Salmon, declarou não estar "ciente" de atletas trans de elite competindo em triatlos na Grã-Bretanha, mas não queria que a entidade esperasse "que isso se tornasse um problema" antes de "tentar resolvê-lo".
Ainda em julho de 2022, a Rugby Football League e a Rugby Football Union implementaram proibições semelhantes, seguindo uma decisão de 2020 da World Rugby. Ambas as organizações descreveram isso como "uma abordagem cautelosa".
Em março de 2023, após uma proibição da World Athletics, a UK Athletics também anunciou a proibição de mulheres transgênero em competições da categoria feminina no Reino Unido. A política da Associação de Futebol do Reino Unido permite a participação de atletas trans caso a caso, geralmente desde que cumpram pré-requisitos hormonais. Em abril de 2023, a Associação de Futebol informou à CNN que "nossa política transgênero possibilitou muitos resultados positivos para pessoas que desejam jogar futebol em seu gênero afirmado ou em um ambiente seguro e inclusivo. Este é um tema complexo e em constante evolução, e, como outras entidades esportivas nacionais, estamos revisando nossa política transgênero para o futebol inglês".
Em abril de 2023, a Swim England anunciou que apenas aqueles "que declararam sexo feminino ao nascer" podem competir na categoria feminina. Isso seguiu uma decisão de 2022 da World Aquatics (FINA), que emitiu diretrizes proibindo mulheres trans de competir em categorias femininas se tivessem passado pela puberdade masculina "além do Estágio 2 de Tanner ou antes dos 12 anos, o que for posterior". Em maio de 2023, o British Cycling proibiu mulheres transgênero de competir em eventos femininos de elite.
Em agosto de 2023, o British Rowing também implementou uma proibição. As diretrizes de setembro de 2021 da England Netball permitem que mulheres transgênero compitam na categoria feminina, desde que apresentem evidências satisfatórias sobre níveis de testosterona.

## Banheiros de sexo único
Em maio de 2024, foi anunciado que uma legislação sobre banheiros e toiletes separados por gênero seria introduzida na Inglaterra. Escolas e prisões ficariam isentas dessa legislação de gênero. Em junho de 2024, oito enfermeiras processaram seu empregador, o NHS, por permitir que mulheres transgênero usassem banheiros e vestiários femininos. Após expressarem suas preocupações, elas foram orientadas a passar por um treinamento obrigatório de diversidade. Posteriormente, o NHS reverteu a ordem de treinamento de diversidade, afirmando que "essa orientação está desatualizada e já foi removida, pois um novo treinamento está sendo desenvolvido". Em outubro de 2024, o Secretário de Saúde, Wes Streeting, reuniu-se com as enfermeiras.
Em dezembro de 2023, a enfermeira Sandie Peggie e a médica trans Beth Upton tiveram um confronto verbal nos vestiários femininos do Hospital Victoria, em Kirkcaldy. Peggie foi acusada por Upton de bullying e assédio, sendo colocada em licença. Em resposta, Peggie acusou o NHS Fife e Upton de discriminação e assédio, levando o caso a um tribunal trabalhista. O cerne da disputa é a identidade de gênero de Upton: ela nasceu homem, mas se identifica como mulher. Upton e seus apoiadores argumentam que ela pode usar o banheiro ou vestiário alinhado à sua identidade. Ela declarou: "Sei que algumas pessoas se sentem desconfortáveis com pessoas trans, mas não acho que isso automaticamente supere o direito de uma pessoa trans de acessar um vestiário que corresponda à sua identidade de gênero". Já Peggie e seus apoiadores sustentam que a lei trabalhista exige vestiários de sexo único e que a Lei da Igualdade reconhece o sexo como uma característica protegida, garantindo às mulheres um espaço exclusivo, livre de homens e sua genitália. O tribunal, cuja transmissão ao vivo atraiu uma audiência global, ouviu argumentos em fevereiro de 2025 e deve retomar em julho de 2025.

## Educação
Em dezembro de 2021, o Girls' Day School Trust [en], a maior rede de escolas particulares femininas do Reino Unido, anunciou uma proibição geral à admissão de meninas trans em qualquer uma de suas instituições.
Em agosto de 2022, a Procuradora-Geral Suella Braverman opinou que é legal para escolas usar gênero incorreto, usar nome anterior, proibir participação em alguns esportes, recusar matrícula com base no status trans e negar qualquer forma de afirmação de gênero a crianças trans, afirmando que reconhecer suas identidades como trans poderia ser considerado "doutrinação de crianças".

## Direitos de prisioneiros transgêneros
A partir de 2023, mulheres trans presas na Inglaterra e no País de Gales devem ser alojadas em prisões masculinas se tiverem cometido crimes violentos ou sexuais ou se possuírem "genitália masculina". No final de 2023, foi anunciado que, na Escócia, mulheres trans só seriam enviadas a prisões masculinas se tivessem sido condenadas ou estivessem aguardando julgamento por crimes contra mulheres e fossem consideradas um risco para mulheres e meninas.

## Crimes de ódio
O Escritório Nacional de Estatísticas afirmou que não é possível identificar de forma conclusiva vítimas transgênero nas atuais estatísticas de homicídios, pois o gênero da vítima é determinado pela força policial que registra o crime. No entanto, entre 2017 e 2018, o Ministério do Interior registrou 545 crimes de ódio violentos contra pessoas trans. Em outubro de 2023, foi relatado que os crimes de ódio contra pessoas transgênero na Inglaterra e no País de Gales aumentaram 11%, totalizando 4.732 infrações no último ano.
Pesquisas da organização LGBT Stonewall revelaram que, no mesmo período, 19% das pessoas trans no Reino Unido foram vítimas de violência doméstica, em comparação com 7,9% das mulheres cisgênero e 4,2% dos homens cisgênero.

## Reconhecimento de gênero
A Lei de Reconhecimento de Gênero de 2004 foi elaborada em resposta a decisões do Tribunal Europeu dos Direitos Humanos. Em 11 de julho de 2002, no caso Goodwin & I v Reino Unido (também conhecido como Christine Goodwin & I v Reino Unido [2002]), o Tribunal Europeu dos Direitos Humanos determinou que os direitos à privacidade e à vida familiar estavam sendo violados, concluindo que "o governo do Reino Unido havia discriminado com base na violação do Artigo 8 [en] e do Artigo 12 [en] da Convenção Europeia dos Direitos Humanos". Após essa decisão, o governo britânico foi obrigado a introduzir nova legislação para cumprir a determinação. Em resposta, o Parlamento do Reino Unido aprovou a Lei de Reconhecimento de Gênero de 2004, que concedeu pleno reconhecimento legal a pessoas transgênero binárias.
Desde 4 de abril de 2005, conforme a Lei de Reconhecimento de Gênero de 2004, pessoas transgênero podem alterar seu gênero legal no Reino Unido. Para isso, devem apresentar evidências a um Painel de Reconhecimento de Gênero, que avalia o caso e emite um Certificado de Reconhecimento de Gênero (GRC). É necessário que a pessoa tenha transicionado por dois anos antes da emissão do GRC. Não é exigida a realização de cirurgia de redesignação sexual, embora tal procedimento possa ser aceito como parte das evidências de apoio, se tiver ocorrido. Há aprovação formal para reassignação de gênero médica disponível pelo Serviço Nacional de Saúde (NHS) ou em serviços privados. Se o nascimento ou adoção da pessoa foi registrado no Reino Unido, ela também pode receber uma nova certidão de nascimento após seus dados serem inseridos no Registro de Reconhecimento de Gênero.
Em junho de 2020, um relatório da Comissão Europeia classificou o procedimento estabelecido pela Lei de Reconhecimento de Gênero de 2004 como um dos piores da Europa, colocando o Reino Unido no grupo 2, ao lado de Eslováquia, República Tcheca, Polônia, Finlândia, Áustria, Estônia, Espanha e Itália. O relatório os categorizou como "procedimentos menos acessíveis (grupos 1 e 2)", com "requisitos médicos intrusivos [...] frequentemente combinados com a exigência de diagnóstico de disforia de gênero", indicando que o país está aquém dos padrões internacionais de direitos humanos.
Em setembro de 2020, o governo do Reino Unido publicou os resultados de uma consulta pública sobre a reforma da Lei de Reconhecimento de Gênero de 2004, iniciada em 2018. Apesar de a maioria apoiar mudanças amplas, o governo decidiu manter a lei atual sem alterações.

### Custo
Em abril de 2021, foi anunciado que a taxa para obtenção de um Certificado de Reconhecimento de Gênero seria reduzida de £140 para £5 a partir do início de maio de 2021.

### Reconhecimento legal de identidades não binárias
Não há reconhecimento legal formal para pessoas de gênero não binário em nenhuma jurisdição do Reino Unido. Contudo, o status não binário é reconhecido no censo da Inglaterra e País de Gales. O título "Mx" também é aceito no Reino Unido por organizações governamentais e empresas como alternativa para pessoas não binárias, enquanto a Agência de Estatísticas do Ensino Superior permite o uso de marcadores de gênero não binário para estudantes no ensino superior. Em 2015, a moção preliminar EDM660 foi registrada no Parlamento, solicitando que cidadãos pudessem acessar o marcador 'X' em passaportes. Em 2016, uma petição formal pelo Serviço de Petições Parlamentares para aprovar a EDM660 como lei obteve apenas 2.500 assinaturas antes de ser encerrada.
Em setembro de 2015, o Ministério da Justiça do Reino Unido respondeu a uma petição pedindo a autodeterminação de gênero legal, afirmando que não tinha conhecimento de "qualquer prejuízo específico" sofrido por pessoas não binárias por não terem seus gêneros legalmente reconhecidos. Em janeiro de 2016, o Relatório da Investigação Trans do Comitê de Mulheres e Igualdade recomendou a proteção contra discriminação de pessoas não binárias sob a Lei da Igualdade de 2010, a adição do marcador de gênero 'X' aos passaportes e uma revisão abrangente das necessidades dessas pessoas pelo governo em até seis meses.
Em maio de 2021, o governo rejeitou uma petição para reconhecer legalmente identidades não binárias, alegando que isso traria "consequências práticas complexas". A petição ultrapassou o limite de 100.000 assinaturas para ser considerada para debate no Parlamento, que ocorreu em 23 de maio de 2022.
Em janeiro de 2024, juízes do Tribunal Superior de Londres decidiram que "sempre que a Lei de Reconhecimento de Gênero se refere a 'gênero', ela trata de um conceito binário – ou seja, gênero masculino ou feminino. O Painel de Reconhecimento de Gênero, portanto, não tinha e não tem poder para emitir um certificado de reconhecimento de gênero ao reclamante declarando que são 'não binários'".

## Proteções contra discriminação
A Lei de Discriminação Sexual de 1975 tornou ilegal a discriminação com base no sexo em emprego, educação e na provisão de moradia, bens, instalações e serviços. (O texto da lei era ambíguo quanto à definição pretendida de "sexo" — ou seja, se referia a gênero, gênero legal, sexo atribuído ao nascer ou sexo implícito por características biológicas quando essas designações diferiam — exceto na medida em que definia "mulher" como "uma fêmea de qualquer idade" e "homem" como "um macho de qualquer idade".) Em 1996, a decisão no caso histórico P v S and Cornwall County Council [en] no Tribunal de Justiça da União Europeia concluiu que a autora, uma mulher trans demitida de seu cargo após informar seus empregadores que estava passando por redesignação de gênero, foi demitida ilegalmente, pois "demitir uma pessoa com base no fato de que ela pretende passar, ou passou, por redesignação de gênero é tratá-la de forma desfavorável em comparação com pessoas do sexo ao qual ela era considerada pertencer antes dessa operação". Os Regulamentos de Discriminação Sexual (Redesignação de Gênero) de 1999 ampliaram a Lei de Discriminação Sexual existente, tornando ilegal discriminar qualquer pessoa com base em redesignação de gênero, mas apenas nas áreas de emprego e treinamento vocacional.
A Lei da Igualdade de 2010 adicionou oficialmente "redesignação de gênero" como uma "característica protegida", declarando: "Uma pessoa possui a característica protegida de redesignação de gênero se estiver propondo passar, estiver passando ou tiver passado por um processo (ou parte de um processo) com o propósito de redesignar seu sexo, alterando atributos fisiológicos ou outros do sexo". Essa lei oferece proteção para pessoas transgênero no trabalho, na educação, como consumidoras, ao usar serviços públicos, ao comprar ou alugar propriedades, ou como membros ou convidadas de clubes ou associações privadas. A proteção contra discriminação por associação com uma pessoa trans também está incluída. A Lei da Igualdade de 2010 proíbe a discriminação contra pessoas com a característica protegida de redesignação de gênero na provisão de serviços separados e de sexo único, mas inclui uma exceção que os provedores de serviços podem usar em circunstâncias excepcionais. Em geral, organizações que oferecem serviços separados ou de sexo único para mulheres e homens, ou serviços diferentes para cada sexo, devem tratar pessoas trans de acordo com o papel de gênero em que se apresentam.
Tratar pessoas trans de forma diferente é legal para serviços que atendam a pelo menos uma de várias condições estatutárias, desde que seja "um meio proporcional de alcançar um objetivo legítimo".
Em 2018, um porta-voz do Escritório de Igualdade do Governo afirmou que o governo não tinha planos de alterar a Lei da Igualdade de 2010, direta ou indiretamente, e que pretendia manter a "provisão da Lei da Igualdade para espaços separados e de sexo único".
Além da proteção legal básica oferecida pela Lei da Igualdade de 2010, o governo do Reino Unido publicou um guia de boas práticas sobre a oferta de serviços inclusivos para pessoas trans como clientes, usuárias ou membros.
Em 2020, o caso judicial Taylor v Jaguar Land Rover Ltd determinou que identidades de gênero não binário e gênero fluido estão abrangidas pela característica protegida de redesignação de gênero na Lei da Igualdade de 2010.
Em julho de 2022, o Vice News relatou que a Autoridade de Conduta Financeira planejava emitir regulamentos permitindo que as 58.000 empresas sob sua jurisdição permitissem que pessoas trans em seu emprego autodeclarassem seu gênero sem a necessidade de um certificado de reconhecimento de gênero. O Vice informou que, após pressão da Comissão de Igualdade e Direitos Humanos, a FCA mudou para uma política que exigia que pessoas trans fossem referidas pelo sexo em sua certidão de nascimento, a menos que possuíssem um certificado de reconhecimento de gênero, o que apenas 1% das pessoas trans no Reino Unido possuem. Após o backlash de funcionários LGBTQ dentro da FCA, todas as mudanças de política propostas foram completamente descartadas.

### Terapia de conversão
Em 31 de março de 2022, um documento de briefing de Downing Street vazado para o ITV News mostrou que o governo planejava abandonar a legislação proposta para proibir a terapia de conversão, após o anúncio de que os ministros explorariam métodos não legislativos para lidar com a prática. A legislação teria incluído uma proibição da terapia de conversão para pessoas transgênero. Horas após os vazamentos, uma fonte sênior do governo afirmou que a legislação seria apresentada no Discurso da Rainha em maio, e que os planos de abandonar a legislação foram suspensos após reações dentro do Partido Conservador e de meios de comunicação. No entanto, diferentemente dos planos iniciais de proibir a terapia de conversão, a legislação não criminalizaria a terapia de conversão contra pessoas transgênero.
Em resposta, pelo menos 120 grupos LGBT abandonaram a planejada primeira conferência do Reino Unido, Safe To Be Me, sobre questões LGBT.
Em julho de 2022, quando o deputado gay Peter Gibson renunciou ao cargo de Secretário Parlamentar Privado no Departamento de Comércio Internacional [en] em protesto contra a conduta de Boris Johnson no escândalo Chris Pincher [en], sua carta de renúncia expressou desapontamento com "o dano que nosso partido infligiu a si mesmo pela falha em incluir pessoas trans na proibição da terapia de conversão". O também deputado gay e PPS Mike Freer [en] mencionou em sua carta de renúncia que sentia que o governo estava "criando uma atmosfera de hostilidade para pessoas LGBT+".

## Casamento

### Corbett v Corbett
O caso judicial Corbett v Corbett, julgado em novembro e dezembro de 1969 com decisão em fevereiro de 1971, estabeleceu um precedente legal sobre o status de pessoas transexuais no Reino Unido. O caso foi iniciado numa época em que o Reino Unido não reconhecia o consentimento mútuo como motivo suficiente para dissolver um casamento. Arthur Corbett, o autor, buscava uma forma de dissolver seu casamento com a modelo April Ashley, que havia apresentado uma petição sob a Lei de Causas Matrimoniais de 1965 para manutenção. Como resultado da decisão do juiz Roger Ormrod, o casamento foi considerado nulo, e a correção não oficial de certidões de nascimento para pessoas transexuais e intersexo foi interrompida.
Nas décadas de 1980 e 1990, o grupo de pressão Press for Change fez campanha para que pessoas transgênero e transexuais pudessem se casar, e ajudou a levar vários casos ao Tribunal Europeu dos Direitos Humanos. Em Rees v. United Kingdom (1986), o tribunal decidiu que o Reino Unido não estava violando nenhum direito humano.

### Situação desde a Lei de Reconhecimento de Gênero de 2004
Entre a Lei de Reconhecimento de Gênero de 2004 e a Lei de Casamento (Casais do Mesmo Sexo) de 2013, pessoas transgênero casadas eram obrigadas a se divorciar ou anular seu casamento para receber um Certificado de Reconhecimento de Gênero (GRC). A Lei de Parceria Civil de 2004 permitiu a criação de parcerias civis entre casais do mesmo sexo, mas um casal casado que incluía um parceiro transgênero não podia simplesmente registrar novamente seu novo status. Primeiro, eles precisavam dissolver o casamento, obter o reconhecimento legal do novo gênero e, então, registrar uma parceria civil.
Com a legalização do casamento entre pessoas do mesmo sexo na Inglaterra e País de Gales, casamentos existentes continuarão se um ou ambos os parceiros mudarem seu gênero legal e ambos desejarem permanecer casados. No entanto, parcerias civis continuam apenas se ambos os parceiros mudarem seu gênero legal simultaneamente e desejarem permanecer em sua parceria civil. Em outros casos, elas devem ser convertidas em casamentos para continuar.
Se o cônjuge não consentir, o casamento deve ser terminado antes que um GRC possa ser emitido. A lei de casamento entre pessoas do mesmo sexo na Escócia não permite que uma pessoa vete o reconhecimento de gênero de seu cônjuge dessa maneira.

## Legalidade do sexo sem divulgação do status trans
Sob o precedente legal McNally v R de 2013 na Inglaterra e País de Gales, relativo ao caso de uma pessoa não conforme ao gênero menor de idade que fez sexo com uma garota, relações sexuais consensuais em que ambas as partes não estão cientes do status trans uma da outra podem ser processadas como estupro por fraude de gênero.
Em 2016, um homem trans foi igualmente condenado por agressão sexual por ter sexo consensual sem divulgar seu status trans. A estudiosa jurídica Alex Sharpe afirmou que a interpretação da lei nesses casos reflete uma compreensão limitada da identidade de gênero por um pequeno grupo de pessoas, dizendo que "o poder coercitivo da lei está sendo usado para endossar as visões de algumas pessoas cisgênero sobre a definição de algo tão pessoal quanto a identidade de gênero".
Processos por não divulgação do histórico de gênero são quase exclusivamente movidos contra pessoas LGBTQ. Desde 2012, houve pelo menos dez processos, todos resultando em condenações, com algumas baseadas exclusivamente na não divulgação do histórico de gênero em si. Discutindo a cis e heteronormatividade que ela argumentou existir no sistema judicial do Reino Unido, Sharpe disse que, apesar de "em muitos dos casos processados, promotores, tribunais e júris parecerem ter suspendido a descrença em relação ao testemunho dos denunciantes de maneira bastante extraordinária" quanto à consistência da percepção de gênero em relação ao réu, os réus foram condenados em todos os casos.
Em 2022, o Serviço de Promotoria da Coroa [en] (CPS) propôs uma atualização nas diretrizes de processo sobre acusações de estupro e realizou uma consulta pública. Sharpe argumenta que, embora a proposta possa introduzir um melhor equilíbrio de direitos humanos entre suspeitos trans e denunciantes em comparação com antes, o CPS ainda está elaborando políticas sob lentes hetero- e cisnormativas.
Em dezembro de 2024, o CPS atualizou as diretrizes de processo com várias revisões à proposta inicial. O CPS esclareceu que "não há diferença entre um engano deliberado sobre o sexo de nascimento e a falha em divulgar o sexo de nascimento", embora "nem toda situação em que uma pessoa trans ou não binária não divulga seu sexo envolva uma ofensa criminal". Além disso, o CPS "esclarece que um suspeito pode enganar um denunciante quanto ao seu sexo de nascimento se optar por não divulgar seu sexo ou identidade trans".

## Escócia

### Proteções contra discriminação na Escócia
A Lei da Igualdade de 2006 introduziu o Dever de Igualdade de Gênero na Escócia, que obrigou os órgãos públicos a tratar com seriedade a ameaça de assédio ou discriminação contra pessoas transexuais em diversas situações. Em 2008, os Regulamentos de Discriminação Sexual (Alteração da Legislação) ampliaram a regulamentação existente para proibir a discriminação na oferta de bens ou serviços a pessoas transexuais. A definição de "transexual" usada no Dever de Igualdade de Gênero ainda é tecnicamente a mesma da Lei de Discriminação Sexual; no entanto, essa legislação visava prevenir a discriminação contra todas as pessoas transgênero.
Alguns ativistas pelos direitos transgênero, como a organização Transgender Equality & Rights in Scotland, defendem a inclusão da categoria "identidade de gênero", "para ser mais claramente inclusiva daquelas pessoas transgênero que não se identificam como transexuais e não pretendem mudar o gênero em que vivem". Eles também desejam introduzir medidas que esclareçam as proteções contra discriminação na educação, em certos tipos de emprego e em seguros médicos.

### Reconhecimento de gênero na Escócia
Em março de 2022, um projeto de lei foi formalmente apresentado ao Parlamento Escocês para reformar a Lei de Reconhecimento de Gênero de 2004, implementada pelo Parlamento do Reino Unido em 2004. Se aprovada, essa lei facilitaria a mudança do gênero legalmente reconhecido para pessoas trans na Escócia, alterando o processo de solicitação de um Certificado de Reconhecimento de Gênero. Sob as mudanças, os solicitantes não precisariam mais provar que viveram por dois anos no gênero adquirido ou obter um diagnóstico de disforia de gênero. Em vez disso, teriam que jurar sob oath que pretendem permanecer permanentemente em seu gênero adquirido. Além disso, as solicitações seriam gerenciadas pelo Registro Geral da Escócia, em vez de um Painel de Reconhecimento de Gênero de abrangência nacional no Reino Unido. O Governo do Reino Unido descartou a implementação de mudanças semelhantes na Inglaterra e no País de Gales.
Em dezembro de 2022, o Projeto de Reforma do Reconhecimento de Gênero [en] foi aprovado pelo Parlamento Escocês por 86 votos a 39 e aguarda o assentimento real. Em resposta, o Primeiro-Ministro Rishi Sunak sugeriu que o Reino Unido invocaria, pela primeira vez na história, a Seção 35 da Lei da Escócia de 1998 [en] para vetar a lei, citando preocupações com "a segurança de mulheres e crianças".
Em 9 de janeiro de 2023, a Ministra da Igualdade Kemi Badenoch declarou que os certificados de reconhecimento de gênero e documentos governamentais associados concedidos a pessoas trans na Escócia não seriam mais reconhecidos na Inglaterra e no País de Gales, e que o governo britânico revisaria os processos de reconhecimento de gênero de outros países para determinar se implementaria políticas semelhantes em relação aos seus documentos. Críticos descreveram essa ação como uma "proibição de viagem para trans", com alguns afirmando que "o governo do Reino Unido vê as pessoas trans como uma ameaça a ser contida, não como cidadãos a serem respeitados". Um porta-voz do Gabinete respondeu que as pessoas trans "não foram e não serão proibidas" de entrar no Reino Unido.
Em 16 de janeiro de 2023, o Governo do Reino Unido invocou a Seção 35 da Lei da Escócia pela primeira vez e bloqueou a entrada em vigor da nova lei, uma ação que levantou questões sobre a devolução escocesa [en]. Embora o Secretário de Estado para a Escócia [en], Alister Jack [en], tenha dito que ainda respeitam a devolução escocesa, o Partido Nacional Escocês descreveu a decisão de bloqueio como "um ataque sem precedentes" à autogovernação escocesa, com a líder do partido e Primeira-Ministra da Escócia, Nicola Sturgeon, afirmando que "defenderão vigorosamente essa legislação" nos tribunais.

## Resumo por jurisdição e território
| Direitos dos transgêneros em: | Direito de alterar o nome legal                            | Direito de mudar o gênero legal         | Direito de acesso a tratamento médico                                                                           | Direito de se casar                                                                                       | Serviço militar | Leis antidiscriminação                                   | Leis sobre discurso de ódio/crime de ódio |
| ----------------------------- | ---------------------------------------------------------- | --------------------------------------- | --- | --- | --------------- | -------------------------------------------------------- | ----------------------------------------- |
| Inglaterra e País de Gales    | Pesquisa de escritura e declaração estatutária disponíveis | Lei de reconhecimento de gênero de 2004 | Desde 1999, por meio do processo judicial de North West Lancashire Health Authority v A, D e G. Não para jovens | Desde 2004; exige o divórcio em algumas circunstâncias na Lei do Casamento (Casais do Mesmo Sexo) de 2013 | Desde 1999      | Lei de Igualdade de 2010, com algumas isenções           | s146 da Lei de Justiça Criminal de 2003   |
| Escócia                       | Pesquisa de escritura e declaração estatutária disponíveis | Lei de reconhecimento de gênero de 2004 | | Desde 2004                                                                                                | Desde 1999      | Lei de Igualdade de 2010, com algumas isenções           |                                           |
| Irlanda do Norte              | Pesquisa de escritura e declaração estatutária disponíveis | Lei de reconhecimento de gênero de 2004 | | Desde 2020                                                                                                | Desde 1999      | Ordem de Discriminação Sexual (Irlanda do Norte) de 1976 |                                           |

## Atitudes públicas

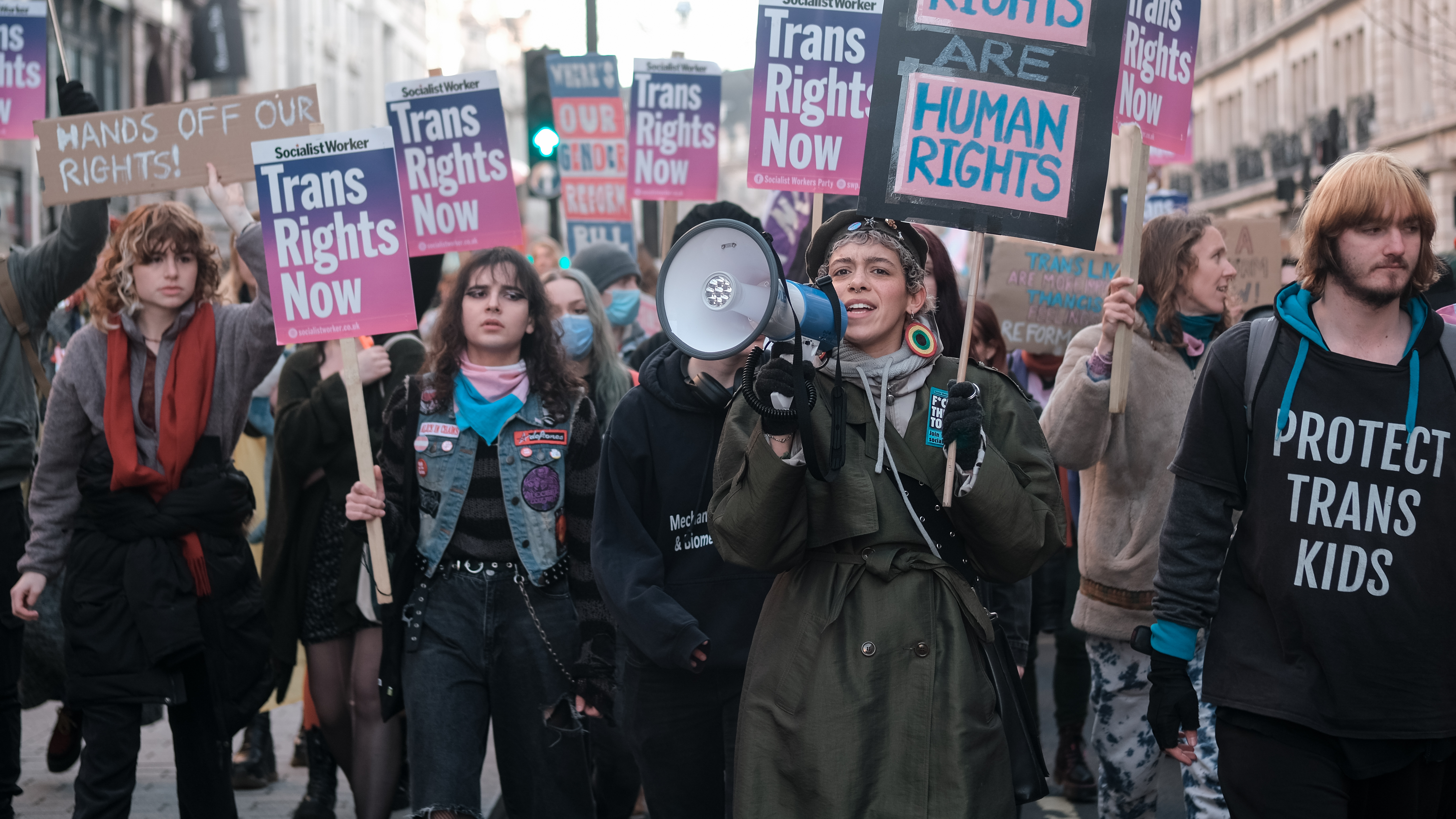
Protesto "Direitos trans são direitos humanos" em Londres, em janeiro de 2023

Em 9 de julho de 2022, a revista Vogue relatou que mais de 20.000 pessoas marcharam em Londres em apoio aos direitos trans. Em 16 de julho, o PinkNews [en] informou que mais de 20.000 pessoas marcharam em Brighton pela mesma causa. Em 29 de julho de 2024, entre 55.000 e mais de 60.000 pessoas participaram do London Trans+ Pride [en], tornando-o a maior marcha do orgulho trans do mundo até o momento.
Christine Burns [en], autora de Trans Britain: Our Journey from the Shadows, afirmou em um artigo da CNN que os jornais The Times e The Sunday Times publicaram "seis peças relacionadas a trans em 2016", mas "mais de 150 em 2017 e números semelhantes a cada ano desde então". Em depoimento ao Tribunal de Emprego de Edimburgo em 2019, Burns disse que, durante 2016, tanto o The Times quanto o Sunday Times começaram a publicar um número maior de histórias relacionadas a trans, e em 2017 haviam "excepcionalmente" publicado "mais de 130" itens sobre o tema, o que ela descreveu como uma "reação contrária trans" iniciada em 2015. Em dezembro de 2020, a Organização Independente de Padrões de Imprensa divulgou um relatório afirmando que o número médio de histórias na mídia britânica sobre direitos trans saltou 414% entre maio de 2014 e maio de 2019, de 34 por mês para 176 por mês, e que no ano anterior à pesquisa esse número havia subido para 224 histórias por mês.
Em fevereiro de 2023, um artigo da NBC News sobre o assassinato de Brianna Ghey afirmou: "o clima no Reino Unido tornou-se cada vez mais hostil para pessoas trans nos últimos anos".
Em uma análise de 2023 da Transgender Europe, que estudou as políticas que afetam pessoas transgênero em 49 países da Europa e da Ásia Central, o Reino Unido obteve 14 pontos de um total de 30, tornando o Reino Unido "um dos piores lugares na Europa para ser trans".

### Pesquisas e enquetes de opinião
Um relatório sobre "Atitudes em relação às pessoas transgênero", encomendado pela Comissão de Igualdade e Direitos Humanos e publicado em 2020, revelou que 84% do público britânico se descreveu como "nada preconceituoso" em relação às pessoas transgênero, e 76% acreditava que o preconceito contra pessoas transgênero era "sempre ou na maioria das vezes errado". A Stonewall afirmou que as "narrativas antitrans comuns" não refletem a opinião pública. Uma pesquisa de 2020 destacou uma lacuna geracional, constatando que 56% da Geração Z (18 a 24 anos) acreditava que os direitos transgênero não foram suficientemente longe, em comparação com apenas 20% dos baby boomers (55 a 75 anos). Da mesma forma, uma pesquisa do YouGov descobriu que 57% das mulheres acreditavam que pessoas trans deveriam poder se autoidentificar como o gênero escolhido; a pesquisa também revelou que 70% dos eleitores do Partido Trabalhista apoiavam a autoidentificação, enquanto apenas 13% se opunham; além disso, o estudo mostrou que o apoio aos direitos trans era mais forte em áreas urbanas, com apenas 14% em Londres se opondo. Um estudo intitulado "As 'linhas de falha' nas guerras culturais do Reino Unido" descobriu que pessoas que se opunham aos direitos trans tinham maior probabilidade de confiar em informações incorretas.
Uma pesquisa de 2018 com 1.000 empregadores britânicos constatou que 33% se declararam "menos propensos" a contratar uma pessoa trans, e apenas 9% acreditavam que pessoas trans deveriam ser protegidas contra discriminação no emprego.
Em meados de 2022, More in Common e YouGov publicaram estudos detalhados sobre as atitudes públicas em relação aos direitos trans; o The Guardian afirmou que o primeiro estudo foi "[c]onsiderado o estudo mais aprofundado do Reino Unido" sobre o tema. Ambos os estudos descobriram que, apesar do discurso polarizado sobre direitos trans na política e nas redes sociais, a maioria dos britânicos não tem opiniões fortes sobre o assunto. O YouGov observou que, ao responder 23 perguntas sobre direitos trans, poucos entrevistados escolhiam consistentemente a opção mais ou menos permissiva todas as vezes. As atitudes variavam conforme as perguntas; as pesquisas encontraram amplo apoio à inclusão de pessoas trans na sociedade, mas também oposição à transição médica para menores de 18 anos e, especialmente, à participação de mulheres trans em esportes femininos. O YouGov constatou uma divisão pública sobre se o NHS deveria fornecer terapia hormonal, com uma leve maioria contrária a cirurgias. Em algumas questões sobre acesso de pessoas trans a espaços de sexo único, como banheiros e prisões, a opinião variava dependendo se a pessoa trans havia passado por cirurgia de redesignação. Faixas etárias mais jovens e conhecer uma pessoa transgênero correlacionaram-se com atitudes mais permissivas (e entre si).
O YouGov identificou "uma erosão gradual geral no apoio aos direitos transgênero". Em 2018, 43% dos britânicos pesquisados concordaram que mulheres trans são mulheres, em comparação com 38% em 2022. 61% dos britânicos entrevistados disseram estar contra  mulheres trans em esportes femininos, em comparação com 48% em 2018. Da mesma forma, o número de pessoas que acreditavam que não havia risco em permitir que mulheres trans usassem instalações femininas caiu de 43% para 32%. O número de pessoas que achavam que a permissão de um médico não deveria ser necessária para mudar o gênero em documentos governamentais caiu de 65% para 60%. Sasha Misra, diretor associado de Comunicações da Stonewall, declarou em resposta que "uma queda no apoio público em algumas questões trans é algo esperado, dado o nível excessivo e incendiário de cobertura que vimos na mídia nos últimos anos".
Uma pesquisa de junho de 2023 da Ipsos sobre atitudes mundiais em relação aos direitos LGBT+ descobriu que, embora a maioria dos britânicos apoie a proteção das pessoas transgênero contra discriminação no acesso à moradia e ao emprego, o nível de apoio na Grã-Bretanha para permitir que pessoas trans acessem espaços de sexo único e cuidados de saúde afirmativos de gênero estava entre os mais baixos dos trinta países estudados.
Uma pesquisa de agosto de 2023 do YouGov descobriu que 39% da população britânica relatou ter opiniões positivas sobre pessoas trans, em comparação com 65% dos homens queer cis, 84% das mulheres queer cis e 80% das próprias pessoas trans que possuem tais opiniões.

### Debate desde a consulta de 2018 sobre reconhecimento de gênero
A consulta pública em todo o Reino Unido sobre a reforma do processo para obtenção de um Certificado de Reconhecimento de Gênero, lançada pelo governo de Theresa May em 2018, levou a uma "guerra cultural tóxica", segundo a CNN.

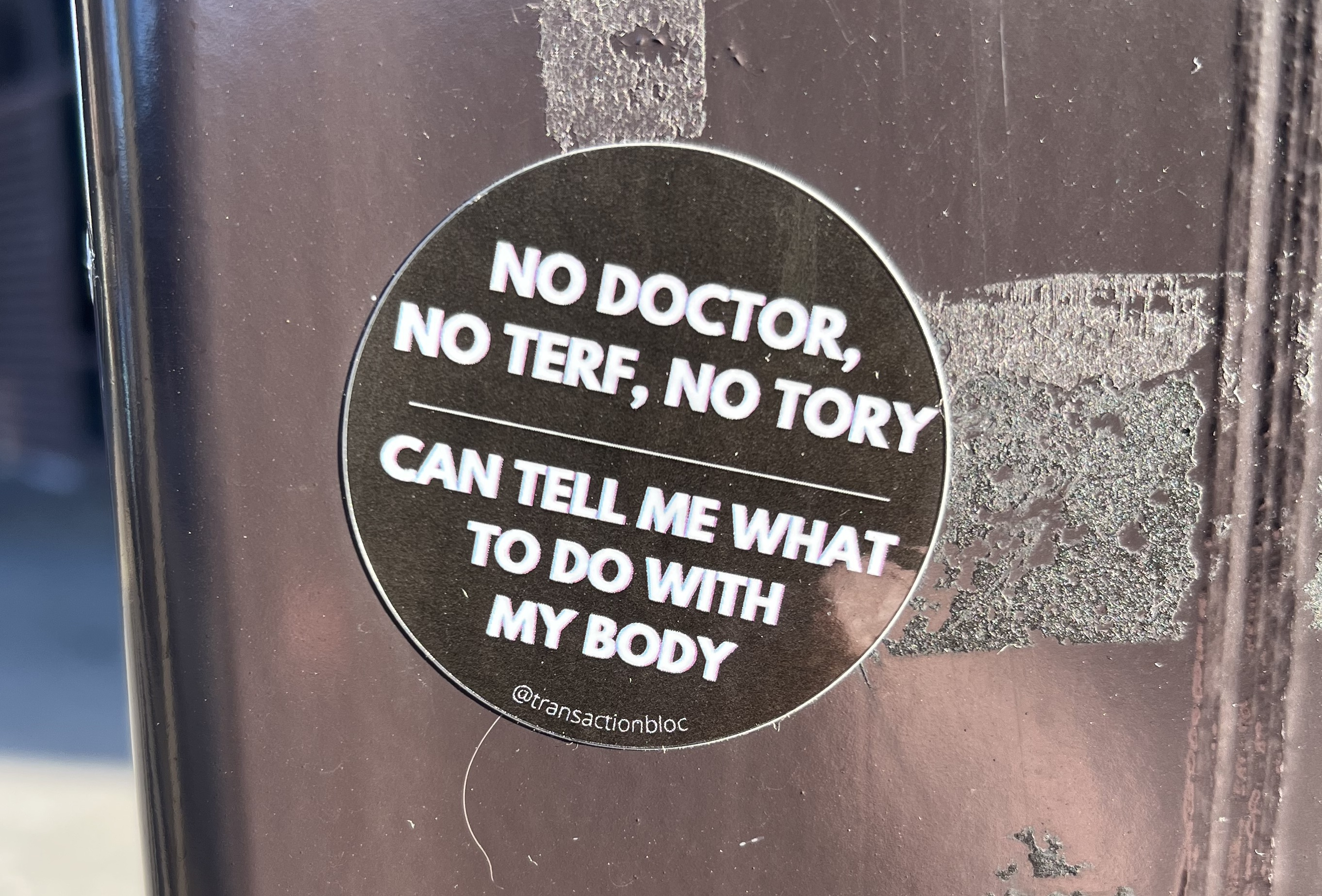
Adesivo contra transfobia em Londres, em janeiro de 2023

Diversos comentaristas descreveram o nível de transfobia na sociedade britânica em geral (incluindo a cobertura negativa de questões relacionadas a trans na mídia) e o apoio ao feminismo radical trans-excludente (TERF, na sigla em inglês) em particular como algo incomum em comparação com outros países ocidentais. O discurso sobre questões relacionadas a transgêneros no Reino Unido foi chamado de "guerra TERF". Esse cenário levou ao apelido "Ilha TERF" sendo usado em alguns círculos para se referir ao Reino Unido.
Lisa Tilley descreveu a mídia britânica como desempenhando um papel significativo na promoção de uma agenda transfóbica para demonizar pessoas transgênero, afirmando que "os efeitos disso tornam o Reino Unido um dos países mais transfóbicos do mundo". Com base na teoria da radicalização, Craig McLean argumenta que o discurso sobre questões relacionadas a transgêneros no Reino Unido foi radicalizado em resposta às atividades de novos grupos de lobby que promovem "uma agenda radical para negar os direitos básicos das pessoas trans [...] sob o pretexto da 'liberdade de expressão'". Finn Mackay argumentou que "durante a pandemia, os ataques incessantes e as mentiras contadas sobre pessoas trans em nossa mídia só aumentaram [...] o fato de nossa mídia estar inundada de teorias da conspiração sobre as vidas trans [...] deveria ser uma vergonha nacional".
Em um relatório sobre "ódio contra pessoas LGBTI na Europa" publicado em 2021, o Conselho da Europa criticou "os ataques extensos e muitas vezes virulentos aos direitos das pessoas LGBTI por vários anos" no Reino Unido, ao lado de Hungria [en], Polônia [en], Rússia e Turquia. O relatório resumiu que tais ataques "caracterizam deliberadamente de forma errada a luta pela igualdade das pessoas LGBTI como a chamada 'ideologia de gênero' e buscam sufocar as identidades e realidades de todos aqueles que desafiam as construções sociais que perpetuam as desigualdades de gênero e a violência baseada em gênero em nossas sociedades". O relatório descreveu a retórica antitrans no Reino Unido como tendo ganhado "credibilidade infundada e preocupante, às custas tanto das liberdades civis das pessoas trans quanto dos direitos das mulheres e das crianças", citando um aumento nos crimes de ódio antitrans desde 2015 e declarações feitas no fórum IDAHOT de 2021 pela Ministra da Igualdade, Kemi Badenoch. O relatório também destacou o discurso de ódio anti-LGBT+ nas redes sociais.
Em outubro de 2021, a CNN publicou um artigo acusando a mídia britânica de promover visões antitransgênero. O artigo acusou a BBC, Sky News e GB News [en] de impulsionar a transfobia e usar insultos contra pessoas transgênero. Em uma entrevista no artigo, a economista política da Universidade de Londres, Lisa Tilley, disse: "A mídia vergonhosamente avança essa fronteira transfóbica, tanto na imprensa de direita quanto em outlets supostamente de esquerda".
Em novembro de 2021, o médico e ativista pelos direitos LGBT+, Adrian Harrop, foi obrigado a comparecer a um tribunal realizado pelo Serviço de Tribunais de Praticantes Médicos do Departamento de Saúde para determinar sua aptidão para continuar praticando medicina, após fazer vários tuítes em apoio aos direitos trans. A Vice News relatou que "um dos tuítes considerados 'altamente ofensivos' pelo tribunal envolveu Harrop chamando uma mulher que se opõe vocalmente aos direitos trans de 'fanática transfóbica venenosa', cujo objetivo era 'demonizar pessoas trans' enquanto 'as excluía da vida pública'". O MPTS acabou impondo uma suspensão de um mês pelos tuítes de Harrop, afirmando em sua decisão que "as ações de Harrop ao postar tuítes inapropriados por um período prolongado, contrariando o conselho que lhe foi dado, violaram princípios fundamentais da profissão. Suas ações trouxeram descrédito à profissão, minando a confiança pública na profissão e nos padrões de conduta esperados dos membros da profissão".
Em junho de 2022, foi anunciado que Stephanie Davies-Arai, fundadora do grupo Transgender Trend [en], que advoga contra o acesso a cuidados de saúde afirmativos de gênero para jovens transgênero, receberia a Medalha do Império Britânico da Rainha Elizabeth II.
Em julho de 2022, a PinkNews informou que a deputada Joanna Cherry [en] havia sido eleita presidente do Comitê Conjunto de Direitos Humanos. A PinkNews informou que Cherry apoia a LGB Alliance (criada em oposição à Stonewall depois que esta começou a fazer campanha pela igualdade dos transgêneros). O professor Stephen Whittle OBE, da Universidade Metropolitana de Manchester, foi citado descrevendo Cherry como tendo “antagonismo aos direitos de privacidade das pessoas trans, conforme esclarecido pelos tribunais europeus”, e caracterizou o desenvolvimento como “uma perda incalculável para a justiça e o papel do parlamento na proteção das minorias do Reino Unido”.
Em outubro de 2022, o Ministério do Interior informou que, entre 2021 e 2022, os crimes de ódio contra pessoas trans aumentaram 56%, o que foi associado à crescente hostilidade nas mídias sociais.

### Polêmica nas universidades
A questão dos direitos transgênero gerou controvérsia e debate nas universidades do Reino Unido, levantando perguntas sobre os limites e o alcance da liberdade acadêmica e de expressão.
Em várias universidades britânicas, corpos estudantis tentaram proibir feministas radicais trans-excludentes de participar como palestrantes. Em 2015, a União dos Estudantes da Universidade de Manchester [en] proibiu Julie Bindel de falar na universidade devido a preocupações de que suas opiniões poderiam "incitar o ódio". Em 2018, a União dos Estudantes da Universidade de Bristol (Bristol SU) aprovou uma moção que bania feministas radicais trans-excludentes (TERFs) de atuar como palestrantes em eventos da Bristol SU e solicitava que a universidade adotasse a mesma política. A moção afirmava que a proibição de TERFs era necessária porque suas atividades no campus universitário "colocam em risco a segurança dos estudantes trans [...] em violação direta dos objetivos descritos no Código de Conduta".
Em junho de 2019, um grupo de 30 acadêmicos, em uma carta pública ao The Sunday Times, afirmou que universidades que pagavam por treinamentos de diversidade LGBT da Stonewall sufocavam o debate acadêmico porque "afirmações tendenciosas e anticientíficas são apresentadas [...] como fatos objetivos". Posteriormente, Selina Todd, que assinou a carta, foi alvo de boicote em uma celebração em Oxford, que ela ajudou a organizar, do 50º aniversário da Conferência Nacional de Libertação das Mulheres de 1970. Um convite para falar, que havia sido aceito por Todd, foi retirado na véspera do evento.
Em dezembro de 2022 e abril de 2023, tentativas de exibir o filme de 2022 Adult Human Female na Universidade de Edimburgo foram canceladas porque manifestantes bloquearam o acesso. O documentário afirma ser o primeiro "a examinar o conflito entre os direitos das mulheres e a ideologia trans". Ele foi criticado como transfóbico. Seu título é uma frase associada ao feminismo crítico de gênero.
Em maio de 2023, antes de uma aparição planejada da filósofa crítica de gênero Kathleen Stock na União de Oxford, cartas a favor e contra sua participação foram assinadas por grupos de acadêmicos e funcionários da Universidade de Oxford.
Em setembro de 2023, a Oxford University Press desistiu de seu acordo com o filósofo Alex Byrne, do Instituto de Tecnologia de Massachusetts, para publicar seu livro Trouble with Gender: Sex Facts, Gender Fictions. A editora afirmou que o livro não abordava seu tema de "maneira suficientemente séria ou respeitosa". O autor disse ao The Times que a OUP desistiu porque o livro analisava criticamente a identidade de gênero.
Em dezembro de 2024, o The Daily Telegraph relatou que a estudante de graduação Connie Shaw foi proibida pela União da Universidade de Leeds de supervisionar programas, incluindo a Hora LGBTQ+ na Rádio Estudantil de Leeds, devido às suas crenças críticas de gênero.

### Cobertura da mídia
A mídia britânica tem sido acusada de preconceito contra pessoas transgênero, de uma falta de vozes e perspectivas trans no cenário midiático britânico e de publicações que "sensacionalizam em vez de humanizar" as pessoas trans. Tara John, redatora sênior da emissora americana CNN, afirmou em outubro de 2021 que "a retórica antitrans é abundante na mídia britânica". A cobertura de tópicos relacionados a transgêneros pelo jornal britânico Daily Mail aumentou 1.817% entre janeiro de 2013 e janeiro de 2023, com 100 dos 115 artigos do Daily Mail em janeiro de 2023 (equivalendo a 87%) sendo categorizados como negativos, enquanto nenhum de seus artigos relacionados a tópicos transgêneros o era em janeiro de 2013.
A partir de 2016, o veículo britânico The Times começou a publicar "reportagens e colunas antitrans a cada poucos dias", segundo o PinkNews, que afirma que isso foi seguido pelo Daily Mail, The Daily Telegraph, The Guardian, o Daily Express, The Sun, The Spectator, o New Statesman e a BBC News. O PinkNews observa que essa transfobia se manifestou de várias formas, uma das quais é a suposição falsa de que leis de autoidentificação aumentariam a taxa de agressões sexuais, uma suposição que se mostrou infundada nos diversos países onde isso está em vigor; esses países representam entre 1,5 e 2 bilhões da população mundial total. A jornalista britânica Janice Turner foi premiada por seu jornalismo de opinião em dezembro de 2018, apesar de ser criticada por ativistas LGBT+, pela comunidade trans e pelo deputado abertamente gay Stephen Doughty por "incitar preconceito inflamatório contra pessoas transgênero".

#### Cobertura da BBC
A BBC, a emissora pública do Reino Unido, tem recebido críticas frequentes tanto de grupos ativistas pró-transgênero quanto de políticos britânicos por sua cobertura e políticas relacionadas a questões trans. Em dezembro de 2020, a chefe do regulador de mídia do Reino Unido, Ofcom, emitiu uma condenação à BBC por equilibrar aparições de pessoas transgênero com ativistas de grupos críticos de gênero, chamando isso de "extremamente inapropriado".
Em outubro de 2021, a BBC publicou o artigo We're being pressured into sex by some trans women [en], escrito por Caroline Lowbridge. O artigo foi produzido pela BBC Nottingham, uma filial da BBC English Regions. Ele afirma que lésbicas estão sendo pressionadas por mulheres transgênero a ter relações sexuais com elas. O artigo recebeu ampla crítica na comunidade LGBT por ser considerado transfóbico. Ele chamou atenção especial pela inclusão de comentários da ex-atriz pornográfica americana Lily Cade, que escreveu um post em blog após a publicação do artigo pedindo o "linchamento" de mulheres trans. Os comentários de Cade foram posteriormente removidos do artigo.
O Trans Activism UK, o Trans Media Watch [en] e pelo menos um funcionário sênior da Mermaids criticaram o artigo; uma carta aberta com 20.000 signatários pediu que a BBC se desculpasse. O The Guardian e o The Times relataram que o artigo enfrentou reações negativas de funcionários da BBC, inclusive antes de sua publicação, enquanto protestos ocorreram fora dos escritórios da BBC. As críticas se concentraram na inclusão de uma enquete do Twitter do grupo antitransgênero Get the L Out, que relatou que 56% de 80 lésbicas autosselecionadas "se sentiram pressionadas a aceitar uma 'mulher trans' como parceira sexual". Os críticos também acreditavam que os entrevistados escolhidos por Lowbridge tinham uma gama limitada de pontos de vista. Um executivo da Stonewall é citado sobre o assunto, assim como o cofundador da LGB Alliance, criada em oposição à Stonewall após esta começar a campanha pela igualdade transgênero.
Em novembro de 2021, a BBC anunciou que estava se retirando do programa de diversidade da Stonewall, citando a necessidade de permanecer imparcial.
Em 2023, a BBC enviou um documento de nove páginas a todos os seus apresentadores de notícias intitulado "reporting sex and gender" ("reportando sexo e gênero"), no qual foi afirmado que, sempre que uma acusação de transfobia fosse feita, o apresentador deveria questionar essa acusação, e os aconselhou que o termo "cisgênero" pode ser considerado ofensivo.

### Comissão de Igualdade e Direitos Humanos
Em abril de 2021, a Comissão de Igualdade e Direitos Humanos (EHRC) apresentou evidências apoiando Maya Forstater [en] no caso Forstater v Center for Global Development Europe [en], no qual Forstater processou seu empregador, o Center for Global Development Europe, por não ter seu contrato de trabalho renovado após expressar crenças críticas de gênero. O PinkNews relatou que a EHRC emitiu uma declaração dizendo: "Acreditamos que a crença 'crítica de gênero' de que 'mulheres trans são homens e homens trans são mulheres' é uma crença filosófica protegida pela Lei de Igualdade".
Em maio de 2021, a EHRC retirou-se do programa de campeões da diversidade da Stonewall. Em dezembro de 2021, a advogada Akua Reindorf foi nomeada para o conselho de comissários da EHRC por Liz Truss.
Em janeiro de 2022, a EHRC divulgou duas declarações: uma opondo-se à remoção de barreiras administrativas para que pessoas trans recebam reconhecimento legal na Escócia, e outra pedindo que a proibição de terapia de conversão em Inglaterra e País de Gales não incluísse pessoas trans.
Em fevereiro de 2022, a Vice News relatou que teve acesso a trechos vazados de um pacote de diretrizes não publicado da EHRC, datado do final de 2021, que aconselhava empresas e organizações a excluir pessoas transgênero de espaços de sexo único – incluindo banheiros, alas hospitalares e vestiários – a menos que possuíssem um Certificado de Reconhecimento de Gênero (GRC). A Vice informou que a orientação, que deveria ter sido publicada em janeiro de 2022, mas não havia sido publicada até fevereiro de 2022 , visava "[proteger] mulheres" e que apenas 1% das pessoas trans no Reino Unido possuíam um GRC.
Em maio de 2023, uma investigação das Nações Unidas constatou que a EHRC havia agido deliberadamente com o objetivo de reduzir as proteções de direitos humanos para mulheres transgênero.
Em julho de 2024, a EHRC publicou uma orientação esclarecendo que os requisitos ocupacionais baseados em sexo incluíam o sexo modificado por um GRC, mas que, sob o anexo 9 da Lei de Igualdade de 2010, os empregadores tinham permissão para excluir pessoas transgênero mesmo com um GRC. A orientação afirmava que a base e as razões para quaisquer restrições ocupacionais deveriam ser claramente declaradas em qualquer anúncio.

### Teoria da conspiração sobre aliciamento
Em 2020, o ativista antitransgênero Graham Linehan foi banido do Twitter após começar a usar "OK groomer" ("OK, aliciador") como um ataque contra aqueles que criticavam seu ativismo. O termo também foi adotado pelo grupo de pressão Transgender Trend, que o utilizou em materiais enviados às escolas para se opor aos conselhos dados por organizações LGBT+, como a Stonewall. Em março de 2020, a colunista do The Times, Janice Turner, acusou a organização beneficente Mermaids, que oferece apoio a jovens trans, de praticar aliciamento por introduzir um botão de saída em seu site em resposta ao lockdown da pandemia de COVID-19. A acusação de "aliciamento" também foi usada pela extrema direita [en] no Reino Unido, incluindo Tommy Robinson.